# Volksbank BraWo Eis Arena Wolfsburg
La Volksbank BraWo Eis Arena Wolfsburg est une patinoire située à Wolfsbourg en Allemagne. 

## Description
Elle ouvre en 2006.
La patinoire accueille notamment l'équipe de hockey sur glace des Grizzlys Wolfsbourg de la DEL. La patinoire a une capacité de 4 668 spectateurs.